# Father's Doing Fine
Pour plus de détails, voir Fiche technique et Distribution.
Father's Doing Fine est un film britannique réalisé par Henry Cass, sorti en 1952.

## Synopsis
Les relations familiales et amoureuses de Lady Buckering et de ses filles Doreen, Gerda, Bicky et Catherine.

## Fiche technique
- Titre original : Father's Doing Fine
- Réalisation : Henry Cass
- Scénario : Anne Burnaby, d'après la pièce Little Lambs Eat Ivy de Noel Langley
- Direction artistique : Donald M. Ashton
- Photographie : Erwin Hillier
- Son : Cecil Thornton
- Montage : Edward B. Jarvis
- Production : Victor Skutezky
- Société de production : Associated British Picture Corporation, Marble Arch Productions
- Société de distribution : Associated British-Pathé
- Pays d'origine :  Royaume-Uni
- Langue originale : anglais
- Format : couleur (Technicolor) — 35 mm — 1,37:1 — son mono
- Genre : Comédie
- Durée : 83 minutes
- Dates de sortie : Royaume-Uni : août 1952

## Distribution
- Heather Thatcher : Lady Buckering
- Diane Hart : Doreen
- Virginia McKenna : Catherine
- Mary Germaine : Gerda
- Susan Stephen : Bicky
- Richard Attenborough : Dougall, le mari de Doreen
- Peter Hammond : Roly
- Jack Watling : Magill
- Brian Worth : Wilfred
- George Thorpe : Docteur Drew